# Gråstrupig papegojnäbb
Gråstrupig papegojnäbb (Suthora alphonsiana) är en asiatisk fågel i familjen papegojnäbbar inom ordningen tättingar.

## Utseende och läte
Gråstrupig papegojnäbb är en liten (12,5 centimeter) gråbrun papegojnäbb med liten rosa näbb. Den skiljer sig från rosenpapegojnäbb genom sitt brungrå huvud- och halssida. Strupen och bröstet är otydligt gråstreckat. Irisen är brun samt näbb och fötter skära. Lätet är ett mjukt kvitter.

## Utbredning och systematik
Gråstrupig papegojnäbb förekommer huvudsakligen i Kina och delas in i två underarter med följande utbredning:
- Suthora alphonsiana alphonsiana – förekommer i centrala Sichuan
- Suthora alphonsiana ganluoensis – förekommer i Ganluo i sydcentrala Sichuan
- Suthora alphonsiana stresemanni – förekommer i sydcentrala Kina
- Suthora alphonsiana yunnanensis – förekommer i södra Kina och norra Vietnam

Underarterna ganluoensis och stresemanni inkluderas ofta i nominatformen.
Arten har nyligen även etablerat en population i nordvästra Italien.

### Släktestillhörighet
Tidigare inkluderades alla papegojnäbbar förutom större papegojnäbb i Paradoxornis. DNA-studier visar dock att större papegojnäbb och den amerikanska arten messmyg (Chamaea fasciata) är inbäddade i släktet. Paradoxornis har därför delats upp i flera mindre släkten. Initialt placerades gråstrupig papegojnäbb med släktingar i släktet Sinosuthora, men detta har sedermera inkluderats i Suthora.

### Familjetillhörighet
DNA-studier visar att papegojnäbbarna bildar en grupp tillsammans med den amerikanska arten messmyg, de tidigare cistikolorna i Rhopophilus samt en handfull släkten som tidigare också ansågs vara timalior (Fulvetta, Lioparus, Chrysomma, Moupinia och Myzornis). Denna grupp är i sin tur närmast släkt med sylvior i Sylviidae och har tidigare inkluderats i den familjen. Enligt sentida studier skilde sig dock de båda grupperna sig åt för hela cirka 19 miljoner år sedan, varför tongivande International Ornithological Congress (IOC) numera urskilt dem till en egen familj, Paradoxornithidae. Denna linje följs här.

## Levnadssätt
Gråstrupig papegojnäbb lever likt rosenpapegojnäbben i livliga aktiva flockar i låga buskar och undervegetation, i bergstrakter från 320 till 1800 meters höjd, möjligen högre lokalt.

## Status och hot
Arten har ett stort utbredningsområde och en stor population med stabil utveckling som inte tros vara utsatt för något substantiellt hot. Utifrån dessa kriterier kategoriserar internationella naturvårdsunionen IUCN arten som livskraftig (LC). Världspopulationen har inte uppskattats men den beskrivs som relativt vanlig i hela utbredningsområdet.

## Namn
Fågelns vetenskapliga artnamn hedrar Alphonse Milne-Edwards (1835-1900), fransk zoolog och direktör över Muséum National d’Histoire Naturelle i Paris 1891-1900.